# Gypsochares
Gypsochares is een geslacht van vlinders uit de familie van de vedermotten (Pterophoridae).
De typesoort van het geslacht is Pterophorus baptodactylus Zeller, 1850

## Soorten
- G. astragalotes (Meyrick, 1909)
- G. aulotes (Meyrick, 1911)
- G. baptodactylus (Zeller, 1850)
- G. bigoti Gibeaux & Nel, 1989
- G. catharotes (Meyrick, 1908)
- G. kukti Arenberger, 1990
- G. londti Ustjuzhanin & Kovtunovich, 2010
- G. murphy Kovtunovich & Ustjuzhanin., 2014
- G. nielswolffi Gielis & Arenberger, 1992
- G. pachyceros (Meyrick, 1921)